# Кабанов, Виктор Александрович
Ви́ктор Алекса́ндрович Кабано́в (15 января 1934, Москва — 31 марта 2006, там же) — советский и российский химик, специалист по полимерам, профессор, доктор химических наук, академик Академии наук СССР / Российской академии наук (1987), член Президиума и академик-секретарь Отделения химии и наук о материалах РАН, лауреат Ленинской, Государственной и Демидовской премий.

## Биография
Родился 15 января 1934 года в Москве. Сын профессора Александра Николаевича Кабанова и врача-психиатра, кандидата медицинских наук Матильды Яковлевны Брайниной (1900—1973), происходившей из семьи купцов первой гильдии из Ярославля. Внук врача-терапевта Н. А. Кабанова. Племянник ректора Второго Московского медицинского института, уролога, доктора медицинских наук А. Б. Топчана (1890—1959) и литературоведа Б. Я. Брайниной.
Окончив в 1956 году, МГУ им. М. В. Ломоносова был принят на кафедру высокомолекулярных соединений химического факультета МГУ, где прошел путь от младшего научного сотрудника до профессора и заведующего кафедрой. Ближайший ученик академика В. А. Каргина. В 1960 году защитил кандидатскую, а в 1966 году — докторскую диссертации. С 1968 года — член-корреспондент Академии наук СССР. В 1970 году после кончины В. А. Каргина возглавил кафедру высокомолекулярных соединений МГУ, которой руководил до конца своей жизни. Обеспечил преемственность и процветание школы университетских химиков-полимерщиков, способствовал избранию ряда учеников Каргина в Академию наук.
В 1972—1977 годах под редакцией В. А. Кабанова была издана «Энциклопедия полимеров» (т. 1-3). В 1977—1981 годах — первый российский учёный, избранный президентом Макромолекулярного отделения Международного союза по теоретической и прикладной химии (ИЮПАК).
В 1975—1991 годах — заместитель академика-секретаря Отделения общей и технической химии АН СССР. В 1987 году избран действительным членом Академии наук СССР. В 1988—2002 годах — председатель Научного совета АН СССР (РАН) по высокомолекулярным соединениям. С 1988 года — член Президиума АН СССР (с 1991 РАН). В 1991—2002 годах — академик-секретарь Отделения общей и технической химии РАН. С 2002 — академик-секретарь Отделения химии и наук о материалах РАН.
В 1986—1987 годах В. А. Кабанов совместно с сотрудниками своей кафедры А. Б. Зезиным, И. М. Паписовым, Л. Б. Строгановым принял участие в ликвидации Чернобыльской аварии. Разработал и применил полимерную рецептуру на основе интерполиэлектролитных комплексов для предотвращения миграции радиоактивной пыли в зоне аварии. Оптимальное техническое решение было найдено благодаря ранее проведённым фундаментальным исследованиям, а личное участие Кабанова в практических работах, в том числе и на месте аварии, позволило в кратчайшие сроки пройти путь от лабораторных и полевых испытаний до промышленного производства и применения рецептуры. За три командировки в Чернобыль В. А. Кабанов провел непосредственно на зараженных участках около двадцати дней, что, возможно, послужило причиной его ранней смерти от тяжелого заболевания легких.
В 1990—2006 годах — главный редактор журнала РАН «Доклады Академии наук». Был членом редколлегии журнала «Высокомолекулярные соединения».
Иностранный член Бельгийской Королевской Академии (1989), член Европейской Академии (1991), иностранный член Национальной Академии наук Украины (2000). В 1992 году подписал «Предупреждение человечеству».
Скончался 31 марта 2006 года. Похоронен на Новодевичьем кладбище в Москве.

### Семья
Был женат на солистке балета Большого театра Асе (Астгик Арамовне) Нерсесовой (1927-2022). Сын Александр (род. 1962) — химик, член-корреспондент РАН.
Сестра — микробиолог, кандидат медицинских наук Елена Александровна Кабанова (1925—2007), была замужем за шахматистом и литератором М. А. Бейлиным.

## Научная деятельность
Виктор Кабанов — один из мировых лидеров науки о полимерах, создатель крупной научной школы. Ключевые направления его исследований: кинетика и механизм полимеризации, интерполимерные комплексы и интерполиэлектролитные реакции, моделирование биополимеров и создание биологически активных полимерных агентов (в том числе искусственных иммуногенов), полимерные металлокомплексы и гель иммобилизованные металлокомплексные катализаторы.
В числе фундаментальных научных достижений Кабанова — открытие и объяснение явления аномально быстрой низкотемпературной полимеризации твердых мономеров при фазовых переходах «стекло-кристалл» (Ленинская премия, 1980). Открытая им спонтанная полимеризация 4-винилпиридина на полианионах явилась первым специфическим матричным синтезом неприродного полимера, моделирующим образование биомакромолекул.
Кабанов обосновал и разработал концепцию комплексно-радикальной полимеризации виниловых и аллиловых мономеров как особой разновидности полимеризационных процессов, в которых комплексообразователи выступают в роли катализаторов или замедлителей элементарных актов роста, обрыва и передачи цепи, установил принципиальные особенности радикальной полимеризации ионных мономеров (премия имени С. В. Лебедева, 1984). Обнаружил и количественно исследовал реакции макромолекулярного обмена и замещения в интерполиэлектролитных комплексах, которые имеют решающее значение при «молекулярном узнавании» и самосборке супрамолекулярных полиэлектролитных структур. Последнее сыграло важную роль в понимании компактизации ДНК как внутреннего свойства незаряженной двойной спирали (Ломоносовская премия, 1999), а также разработке научных основ создания полимер-субъединичных иммуногенов и вакцин нового поколения (Государственная премия РФ, 2001).
Занимаясь фундаментальными исследованиями, Виктор Кабанов одновременно трудился и над их практической реализацией. Под его научным руководством были разработаны и внедрены такие технологии как производство полипропиленовых плёночных нитей с повышенными прочностными характеристиками (1980), используемые в промышленности.

## Основные работы
- Полимеризация ионизирующихся мономеров. — М., 1975. (совм. с Д. А. Топчиевым)
- Комплексно-радикальная полимеризация. — М., 1987. (совм. с В. П. Зубовым, Ю. Д. Семчиковым)

## Награды, премии
- орден «Знак Почёта» (1975)
- Ленинская премия (1980)
- премия имени С. В. Лебедева (1984)
- орден Трудового Красного Знамени (1984)
- орден Трудового Красного Знамени (1986 — за Чернобыль)
- орден Ленина (1991)
- орден Дружбы народов (26 мая 1994) — за большой личный вклад в развитие химической науки и подготовку высококвалифицированных специалистов[10]
- международная премия Японского полимерного общества (The Society of Polymer Science of Japan) (1995)
- Ломоносовская премия (1999)
- премия Благотворительного фонда поддержки науки им. акад. В. Е. Соколова (1999)
- орден «За заслуги перед Отечеством» III степени (1999)[11]
- Государственная премия Российской Федерации (2001)
- Демидовская премия (2001)

## Членство в академиях и научных обществах
- член-корреспондент Академии наук СССР (1968)
- президент Макромолекулярного отделения Международного союза по теоретической и прикладной химии (IUPAC) (1977—1981)
- академик Академии наук СССР (1987, с 1991 Российской академии наук)
- член Королевской академия наук и искусств Бельгии (1991)
- член Европейской академии (Academia Europaea) (1995)[12]
- член Национальной академии наук Украины (2000)